# Székely Miklós (püspök)
Székely Miklós (Ótorda, 1786. augusztus 26. – Kolozsvár, 1843. október 10.) unitárius lelkész, erdélyi magyar unitárius püspök 1838-tól haláláig.

## Életútja
Ótordán végezte alsóbb tanulmányait, majd 1804-ben Kolozsvárra ment tanulni. 1808-ban kezdte el papi tanulnányait Széplakon, majd 1810-ben a nagyajtai szinóduson pappá is szentelték. 1814-től Kolozsvárott a mathézis és a fizika rendes professzora, emellett 12 éven át a Repr. Consistorium actuariussa is volt. 1832-ben pedig a Nagyszentlászlói szinódus alkalmával kolozsvári anyaiskola rektorává választották. 1836-ban helyettes egyházi főjegyzővé nevezték ki.
Körmöczy János püspök 1836-os halála után az 1837-es főconsistorium püspöki administrátorrá nevezte ki. Az 1838. augusztus 20-i tordai egyházi gyűlés püspökké választotta, amelyet az október 24. királyi adománylevél erősített meg. Püspöki hivatalába 1839. február 11-én iktatták be. Alig 5 évi szolgálat után, 1843-ban hunyt el.
Egy írott műve ismertː Rövid elmélkedés, mellyet néhai Molnos Dávid emlékköve felemelésekor a köztemetőben elmondott. Kolozsvár, 1837 (Gyöngyösi István halotti beszédével)